# Arnold Pihlak
Arnold Pihlak (Tallinn, 17 juli 1902 – Bradford, 24 juli 1982) was een voetballer uit Estland die speelde als middenvelder gedurende zijn carrière. Hij kwam uit voor JK Kalev Tallinn, Tallinna JK en Estonia Tallinn. Pihlak overleed op 80-jarige leeftijd in Groot-Brittannië.

## Interlandcarrière
Pihlak speelde in totaal 44 interlands (zeventien doelpunten) voor de nationale ploeg van Estland in de periode 1920–1931. Hij nam met zijn vaderland deel aan de Olympische Spelen in Parijs, en speelde daar in de voorronde tegen de Verenigde Staten. Estland verloor dat duel met 1-0 door een treffer van Andy Straden, waardoor de ploeg onder leiding van de Hongaarse bondscoach Ferenc Kónya naar huis kon. Pihlak maakte zijn debuut voor de nationale ploeg in Estlands eerste officiële interland uit de geschiedenis: op 17 oktober 1920 in en tegen Finland (6-0 nederlaag).

## Erelijst
JK Kalev Tallinn
- Landskampioen

1923
 Tallinna JK
- Landskampioen

1926, 1928